# Balthazar Fouquet de Jarente
Antoine Balthazar Fouquet de Jarente (1703 - Marseille, 4 décembre 1781), marquis de la Bruyère, seigneur du Rouet et de Carry, est un homme politique français, premier maire de Marseille (1766-1769).

## Biographie

### Famille et études
Antoine Balthazar Fouquet de Jarente descend d’une vieille famille provençale, qui avait compté en son sein un archevêque à Embrun, un évêque à Grasse et six consuls. Fouquet de Jarente est le fils de Charles François Victor de Jarente, seigneur de Venelles, de Carry et du Rouet, gouverneur de Sorgues, premier consul d’Aix-en-Provence, et de Marie Thérèse de Jarente, dame de Venelles, qui lui était apparentée. 
Sa sœur, épouse d’Alphonse Toussaint Joseph de Fortia, marquis de Piles, fut son héritière. Son frère, Louis Sextius Jarente de La Bruyère, devient évêque d'Orléans. 
Il épousa en 1740 la fille d’un capitoul de Toulouse. Il fut officier du roi puis se retira à Marseille.

### Parcours
Le règlement de septembre 1766 signé par Louis XV à Compiègne créa la fonction de maire. En application de ce règlement exécutoire à compter du 1er janvier 1767, le roi se réserve les nominations pour la première désignation. Il nomma Fouquet de Jarente maire de Marseille. 
Fouquet de Jarente assure un équilibre des pouvoirs strict au conseil municipal. Il a cependant à gérer les suites d’une grave affaire de prévarication concernant le négoce des vins. Sube, intendant du bureau des vins, convaincu de trafic illicite dans les opérations de commerce du vin avait été condamné à cinq ans de galère mais ne purgea pas sa peine car le ministre Sartine écrivit le 26 avril 1769 au maire qui fit retirer la plainte. 
Passionné de littérature et de Beaux Arts, il entretenait d’étroites relations avec l’Académie de peinture et de sculpture de Marseille.